# Rakshastal
El llac Rakshastal (en tibetà: ལག་ངར་མཚོ; en xinès :拉昂错) és un llac d'aigua salada del Tibet, situat a l'oest del Llac de Mansarovar i al sud del mont Kailash. El riu Sutlej (també conegut amb el nom tibetà Langqen Zangbo en aquesta zona) neix a l'extrem nord-oest del Rakshastal. Malgrat la seva proximitat al llac Manasarovar (uns 3,7 quilòmetres), el Rakshastal no comparteix la importància religiosa històrica del seu veí oriental. Té una superfície de 250 quilòmetres quadrats i es troba a una altitud de 4.575 msnm.

## Etimologia
El nom del llac literalment significa "llac del dimoni" en sànscrit. També es coneix com a Ravan Tal, ja que és considerat com el lloc de penitència severa per Ravan, el rei de Lanka semblant a un dimoni en la teologia hindú.
En el budisme el llac Manasarovar, que és rodó com el sol, i el Rakshastal, amb forma de mitja lluna, es consideren respectivament "lluminositat" i "foscor". El Rakshastal és un llac salí. Hi ha un curt riu anomenat Ganga Chhu que connecta ambdós llacs i que es creu fou creat pels rishis per afegir aigua pura procedent del Manasarovar.
Hi ha quatre illes al Rakshastal, anomenades Topserma (Dose), Dola (les dues més grans), Lachato (Nadzhado) i Dosharba. Aquestes illes són utilitzades per la població local com a pastures d'hivern per als seus iacs.
En tibetà el llac es coneix com a Lagngar Cho o Lhanag Tso, que significa "el llac fosc del verí".

## Importància religiosa
Segons la religió hindú el Rakshastal va ser creat per Ravana amb el propòsit exprés d'aconseguir superpoders mitjançant actes de devoció i meditació al déu Xiva, que residia al mont Kailash. Va ser a la vora d'una illa d'aquest llac on feia una ofrena diària amb un dels seus deu caps com a sacrifici per complaure a Shiva. Finalment, el desè dia, Shiva es va emocionar prou com per concedir a Ravana el desig d'obtenir superpoders.
Com que no hi ha vegetació ni vida salvatge al voltant del llac, el seu entorn va fer que els tibetans es referissin a ell com "el llac fantasma". Els visitants que s'acosten al llac han de ser respectuosos per evitar contratemps desfavorables.

## Clima
| Dades climàtiques a llac Rakshastal | Dades climàtiques a llac Rakshastal | Dades climàtiques a llac Rakshastal | Dades climàtiques a llac Rakshastal | Dades climàtiques a llac Rakshastal | Dades climàtiques a llac Rakshastal | Dades climàtiques a llac Rakshastal | Dades climàtiques a llac Rakshastal | Dades climàtiques a llac Rakshastal | Dades climàtiques a llac Rakshastal | Dades climàtiques a llac Rakshastal | Dades climàtiques a llac Rakshastal | Dades climàtiques a llac Rakshastal | Dades climàtiques a llac Rakshastal |
| Mes                                 | gen                                 | febr                                | març                                | abr                                 | maig                                | juny                                | jul                                 | ag                                  | set                                 | oct                                 | nov                                 | des                                 | anual                               |
| ----------------------------------- | ----------------------------------- | ----------------------------------- | ----------------------------------- | ----------------------------------- | ----------------------------------- | ----------------------------------- | ----------------------------------- | ----------------------------------- | ----------------------------------- | ----------------------------------- | ----------------------------------- | ----------------------------------- | ----------------------------------- |
| Màxima mitjana °C (°F)              | −2.7 (27.1)                         | −1.5 (29.3)                         | 1.3 (34.3)                          | 6.7 (44.1)                          | 10.5 (50.9)                         | 13.7 (56.7)                         | 13.6 (56.5)                         | 13.1 (55.6)                         | 11.1 (52)                           | 6.6 (43.9)                          | 1.5 (34.7)                          | −0.8 (30.6)                         | 6.09 (42.98)                        |
| Mitjana diària °C (°F)              | −8.2 (17.2)                         | −6.9 (19.6)                         | −3.7 (25.3)                         | 0.3 (32.5)                          | 3.5 (38.3)                          | 7.3 (45.1)                          | 8.5 (47.3)                          | 8.2 (46.8)                          | 5.6 (42.1)                          | 0.2 (32.4)                          | −4.5 (23.9)                         | −6.6 (20.1)                         | 0.31 (32.55)                        |
| Mínima mitjana °C (°F)              | −13.6 (7.5)                         | −12.3 (9.9)                         | −8.6 (16.5)                         | −6.0 (21.2)                         | −3.4 (25.9)                         | 1.0 (33.8)                          | 3.4 (38.1)                          | 3.3 (37.9)                          | 0.1 (32.2)                          | −6.2 (20.8)                         | −10.4 (13.3)                        | −12.4 (9.7)                         | −5.43 (22.23)                       |
| Precipitació mitjana mm (polzades)  | 58 (2.28)                           | 39 (1.54)                           | 58 (2.28)                           | 34 (1.34)                           | 29 (1.14)                           | 46 (1.81)                           | 142 (5.59)                          | 152 (5.98)                          | 76 (2.99)                           | 32 (1.26)                           | 8 (0.31)                            | 20 (0.79)                           | 694 (27.31)                         |
| Font: Climate-Data.org              |                                     |                                     |                                     |                                     |                                     |                                     |                                     |                                     |                                     |                                     |                                     |                                     |                                     |